# Wohlfahrtiodes marzinowskyi
Wohlfahrtiodes marzinowskyi är en tvåvingeart som beskrevs av Boris Borisovitsch Rohdendorf 1962. Wohlfahrtiodes marzinowskyi ingår i släktet Wohlfahrtiodes och familjen köttflugor.
Artens utbredningsområde är Turkmenistan. Inga underarter finns listade i Catalogue of Life.